# Дунакеси
Дунакеси (мађ. Dunakeszi) град је у Мађарској. Дунакеси је трећи по величини град у оквиру жупаније Пешта, а истовремено и важно предграђе престонице државе, Будимпеште.
Град има 34.936 становника према подацима из 2008. године.

## Географија
Град Дунакеси се налази у северном делу Мађарске. Од престонице Будимпеште град је удаљен 15 километара северно. Град се налази у северном делу Панонске низије, на левој обали Дунава.

## Становништво
По процени из 2017. у граду је живело 43.005 становника.
| 1990.  | 2001.  | 2011.  | 2017.  |
| ------ | ------ | ------ | ------ |
| 26,111 | 29,080 | 40,545 | 43,005 |

## Партнерски градови
- Кристуру Секујеск
- Казалгранде
- Стари Сонч